# Србе на врбе

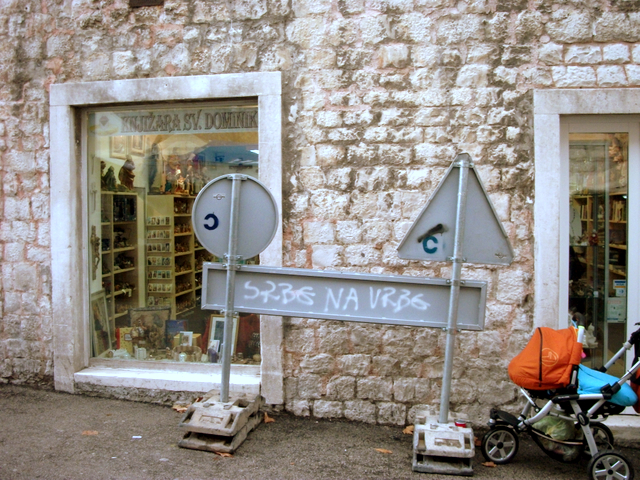
Напис «Србе на врбе» на звороті дорожнього знака у місті Спліт, Хорватія, 2010 рік.

«Србе на врбе!» (укр. «Серба на вербу», хорв. Srbe na vrbe) — гасло хорватських та боснійських націоналістів.

## Історія

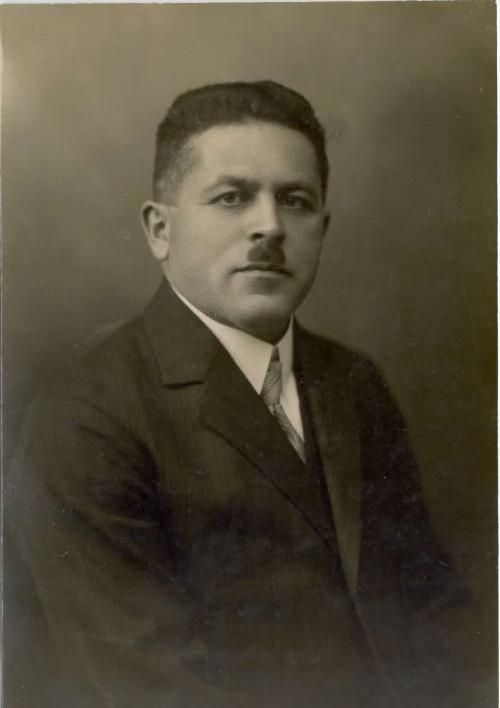
Марко Натлачен

Спершу було використане як назва вірша словенського націоналіста Марко Натлачена, оприлюдненого в Люблінській газеті «Словенець» 27 липня 1914 року — на наступний день після того, як Австро-Угорщина оголосила війну Сербії. У ньому він закликав до помсти за вбивство ерцгерцога Фердинанда.
Згодом цей лозунг використав хорватський націоналіст, одним з ідеологів руху усташів Миле Будак.
Фраза знову стала популярною після розпаду СФРЮ і початку міжетнічних конфліктів в Югославії, коли сербське керівництво намагалося утримати території Хорватії та Боснії, заселені сербами.